# Club Balonmano Altea
BM Altea (Club Balonmano Altea) war ein spanischer Handballverein aus Altea (Provinz Alicante).

## Geschichte
Der Club wurde im September 1974 gegründet; erster Präsident wurde D. Pascual Moragues Riera. Nachdem die Mannschaft bis in die zweite spanische Liga hochgerückt war, stieg sie 1996/97 erstmals in die Liga ASOBAL auf, schaffte aber nicht den Klassenerhalt. Erst nach dem zweiten Anlauf 1999 gelang es dem Club, sich in der höchsten spanischen Spielklasse zu etablieren. Der Einzug ins Halbfinale 2003 und ins Finale 2004 des EHF-Pokal stellten den sportlichen Höhepunkt der Vereinsgeschichte dar.
In der Saison 2006/07 traten beim Club finanzielle Probleme auf, die schließlich dazu führten, dass der Verein seine Spiellizenz für die Saison 2007/08 zurückzog und trotz des erreichten 12. Ranges in die zweite spanische Liga abstieg. Als Folge musste der Verein sämtliche Spielerverträge auflösen. 2008 wurde der Verein schließlich aufgelöst.

## Erfolge
- beste Platzierung in der Liga ASOBAL: 6. Platz: Saison 2003/04
- EHF-Pokal Finale: 2003/04
- EHF-Pokal Halbfinale: 2002/03

## Bekannte ehemalige Spieler
Zu den bekannten Spielern des Vereins zählen Rastko Stefanović, Claus Møller Jakobsen, Kenneth Klev, Ivan Nikčević und Javier Fernández.